# Vidlica
Vidlica (1466 m n. m.) je hora v Malé Fatře na Slovensku. Jedná se o nevýrazný vrchol v hlavním hřebeni lúčanské části pohoří nacházející se mezi Veľkou lúkou (1476 m) na severu a Veterným (1442 m) na jihozápadě. Z hory vybíhá k jihovýchodu ještě rozsocha Veterné (neplést se stejnojmenným vrcholem) směřující k vrcholu Podkova (1437 m). Západní svahy spadají do horní části Svitačové doliny, východní do doliny Pivovarského potoka a jižní do doliny potoka Bystrička. Vrcholové partie hory pokrývají podmáčené horské louky s roztroušenými zakrslými smrky a částečně porostlé kosodřevinou.

## Přístup
- po červené  z vrcholu Veterné nebo z vrcholu Veľká lúka
- po žluté  z osady Lázky (obec Bystrička)